# Іона (Вуколов)
Іона (в миру Іван Михайлович Вуколов; 16 лютого 1862, село Ришкове, Дмитровський повіт, Орловська губернія — не раніше 1913) — архімандрит Російської православної церкви, педагог і письменник.

## Біографія
Народився 16 лютого 1862 року в селі Ришково Дмитровського повіту Орловської губернії (нині Желєзногорський район Орловської області) в родині сільського священика.
Навчався в 1-му Орловському духовному училищі. В 1882 році зі званням студента закінчив Орловську духовну семінарію і призначений сільським учителем в Орловській губернії.
26 липня 1887 року висвячений на священника і призначений священиком до Микільської церкви села Бакланове в Орловському повіті Орловської губернії, де прослужив три роки.
У 1890 році вступив до Київської духовної академії, де 24 липня року прийняв чернечий постриг з ім'ям Іона.
У 1894 році закінчив Київську духовну академію зі ступенем кандидата богослов'я за твір «Учительне євангеліє Кирила Транквіліон-Ставровецького». Даний твір не був опублікований.
24 вересня 1894 року був призначений інспектором Санкт-Петербурзької духовної семінарії з возведенням у сан архімандрита .
У серпні 1896 року призначений ректором Катеринославської духовної семінарії. Під час перебування ректором Катеринославської семінарії анонімно надрукував брошуру «Ставлення християнства до науки, держави і культури з погляду православного християнина». Ця брошура не звернула на себе нічиєї уваги.
7 лютого 1898 року призначений ректором Володимирської духовної семінарії.
Указом Святійшого синоду від 17 лютого 1899 року призначений настоятелем російського посольського храму в Константинополі.
Був грекофілом. Він був схильний ідеалізувати грецьке церковне життя і вважав, що для Росії було б корисно прийняти східний досвід навіть в таких речах, як скорочення богослужінь і модернізація літургійної мови. Він підтримував безпроцентну грошову допомогу грецьким школам, церквам і монастирям. На відміну від прослов'янського посла І. О. Зінов'єва, Архімандрит Іона був прихильником грецького духовенства і практики грецької православної церкви. Протистояння архімандрита Іони Вуколова послу І. О. Зинов'єву, сповнене сварок і образ на особистому ґрунті, є відображенням як неузгодженості позицій МЗС і Святійшого Синоду, так і протиборства двох напрямків російської політики — прослов'янської і російської імперської з боку посла і директора Російського археологічного інституту в Константинополі Ф. І. Успенського і прогрецької в особі архімандрита Іони. Інтерес Росії на православному Сході розумівся по-різному і призводив до непорозумінь та відкритих конфліктів.
Опублікував у «Церковних відомостях» і в «Повідомленнях палестинського товариства» кілька статей-листів про церковні справи Православного Сходу під загальною назвою «Світло зі Сходу». Ці статті вийшли згодом окремою книжкою, яка звернула на себе увагу багатьох: відгуки про неї з'явилися в грецьких, французьких, англійських, італійських та інших іноземних церковних журналах .
Після відходу на спокій 26 липня 1913 року, архімандрит Іона поселився у своєму будинку в районі Галата, поблизу храму-пам'ятника в Сан-Стефано, настоятелем якого він після цього був. Російський уряд призначив йому пенсію в розмірі 1000 рублів на рік.
У 1914 році турецькою владою церква в Сан-Стефано була закрита і знесена , а подальша доля архімандрита Іони залишається невідомою.

## Публікації
- Розповіді абіссінця. Київ: Тип. Г. Т. Корчак-Новицького, 1893. 40 стр.
- Ставлення християнства до науки, держави і культури з погляду православного християнина. — Катеринослав: Т-во «Друкарня С. П. Яковлева», 1898. — 85 с. (під псевдонімом Священноцерковнослужитель)
- Світло зі Сходу: Листи архім. Іони, настоятеля посольськ. церкви в Константинополі, про церковні справи православного Сходу. Вип. 1 Санкт-Петербург: Т-во «Друкарня С. П. Яковлева», 1903—1910
- До питання про поєднання церков: лист з Константинополя. — Санкт-Петербург: Тип. В. Ф. Кіршбаум, 1908. — 19 стор.
- Герої віри. До питання про сучасне становище християн в Туреччині — Санкт-Петербург, 1910
- Протестантська пропаганда серед православних християн Сходу: У дод .: Англіканська церква і грецький Схід. — Санкт-Петербург: Тип. В. Ф. Кіршбаум, 1911. — 34 с.
- Свята гора Афон: Побут ченців на Афоні і міжцерковне знання Св. Гори. Санкт-Петербург: Тип. В. Ф. Кіршбаум, 1911
- Папський престол і православний Схід: Нариси і етюди з питання про сучасне відношенні Риму до Росії і Близ. Сходу. Санкт-Петербург: тип. М. Меркушева, 1913. 126 с.